# Brachyleptura pernigra
Brachyleptura pernigra là một loài bọ cánh cứng trong họ Cerambycidae.